# I-doit
i-doit (I document IT) ist eine webbasierte Freie Software, die der Dokumentation komplexer IT-Infrastrukturen dient (IT-Dokumentation), ergänzt um zusätzliche Funktionen einer Configuration Management Database (CMDB). Elemente einer IT-Infrastruktur werden als Objekte angelegt und mit Attributen versehen. i-doit dient für andere Applikationen und ITIL-Prozesse wie Change, Release oder Incident Management als Datenbasis. Die Funktionalität wird durch Schnittstellen, Module und Erweiterungen ergänzt.
Hinter der Entwicklung von i-doit steht das Unternehmen synetics aus Düsseldorf.

## open- und pro-Variante
i-doit wird sowohl in einer open-Variante (Freie Software), als auch in einer pro-Variante (proprietär) veröffentlicht. Die pro-Variante unterscheidet sich von der open-Variante durch zusätzliche Funktionen und Gewährleistung.

## Geschichte
2004 wurde mit der Entwicklung von i-doit begonnen und erstmals in der Version 0.8 veröffentlicht. 2007 entschied man sich, mit dem Release der 0.9-Version i-doit unter die AGPLv3-Lizenz zu stellen. 2012 erschien mit der Version 1.0 ein weiterer großer Meilenstein. Versionen mit Verbesserungen und zusätzlichen Funktionen erscheinen ab Version 1.5 halbjährlich, Versionen mit Fehlerbehebungen und kleinen Verbesserungen alle 4–6 Wochen.

## Schnittstellen zu Dritt-Applikationen
i-doit bietet Schnittstellen zu Dritt-Applikationen aus dem Bereich IT-Service-Management (ITSM):
- Networking Monitoring (Export von Konfigurationsdateien und Anzeige von Ist-Daten im Vergleich zu Soll-Daten aus der IT-Dokumentation)
  - Nagios und Forks wie Icinga
  - Check MK
- Service Desk (Verknüpfung von dokumentierten Komponenten mit Tickets):
  - OTRS Help Desk
  - Request Tracker (RT)
  - iTop
  - Zammad
- Inventory/Discovery (Import von Netzwerk-Scans)
  - JDisc Discovery
  - OCS Inventory NG
  - h-inventory
  - LOGINventory

## Allgemeine Schnittstellen
- JSON-RPC: Lesender und schreibender Zugriff auf die Programmierschnittstelle (API)
- CSV: Import von CSV-Dateien (nur pro-Variante)
- XML: Im- und Export im XML-Format
- Authentifizierung über LDAP/Active Directory oder Single Sign-on

## Add-ons
Die Funktionalität von i-doit wird durch Add-ons ergänzt (Auswahl):
- VIVA: Dokumentation von ISMS-Prozessen nach BSI IT-Grundschutz
- Dokumente: Erzeugen von Dokumenten aus der IT-Dokumentation heraus
- Analyse: Daten- und Dokumentationsqualität messbar machen, Auswirkungen von Ausfällen darstellen
- RfC: Prozesse im Change Management (ITIL) dokumentieren und abbilden
- Umzüge: Standort-Wechsel dokumentieren
- Raumplan: 2D-Visualisierung von Standorten und der dort vorhandenen IT-Infrastruktur
- Gerätetausch: defekte Geräte und deren Austausch dokumentieren
- Wartungsintervalle: Planung und Durchführung von Wartungen dokumentieren

## Kritik
Eine häufig genannte Kritik an i-doit ist die inkonsistente Usability. „Es sind zu viele Klicks nötig, um an Daten zu kommen.“ Mit der Veröffentlichung der Version 1.0 wurde die GUI überarbeitet. Weitere Kritik ist, dass die open-Variante nur in englischer Sprache verfügbar ist.